# جاناتان کلمنتز
جاناتان کلمنتز (انگلیسی: Jonathan Clements؛ زادهٔ ۹ ژوئیهٔ ۱۹۷۱) فیلم‌نامه‌نویس، رمان‌نویس، زندگی‌نامه‌نویس و مترجم اهل بریتانیا است. او به همراه هلن مک‌کارتی از بنیانگذاران دانشنامه انیمه است.
 فعالیت‌های غیر داستانی او شامل نگارش زندگی‌نامه افرادی مثل کنفوسیوس، چین شی هوانگ و کوشنگا می‌شود.